# Churrigueresco

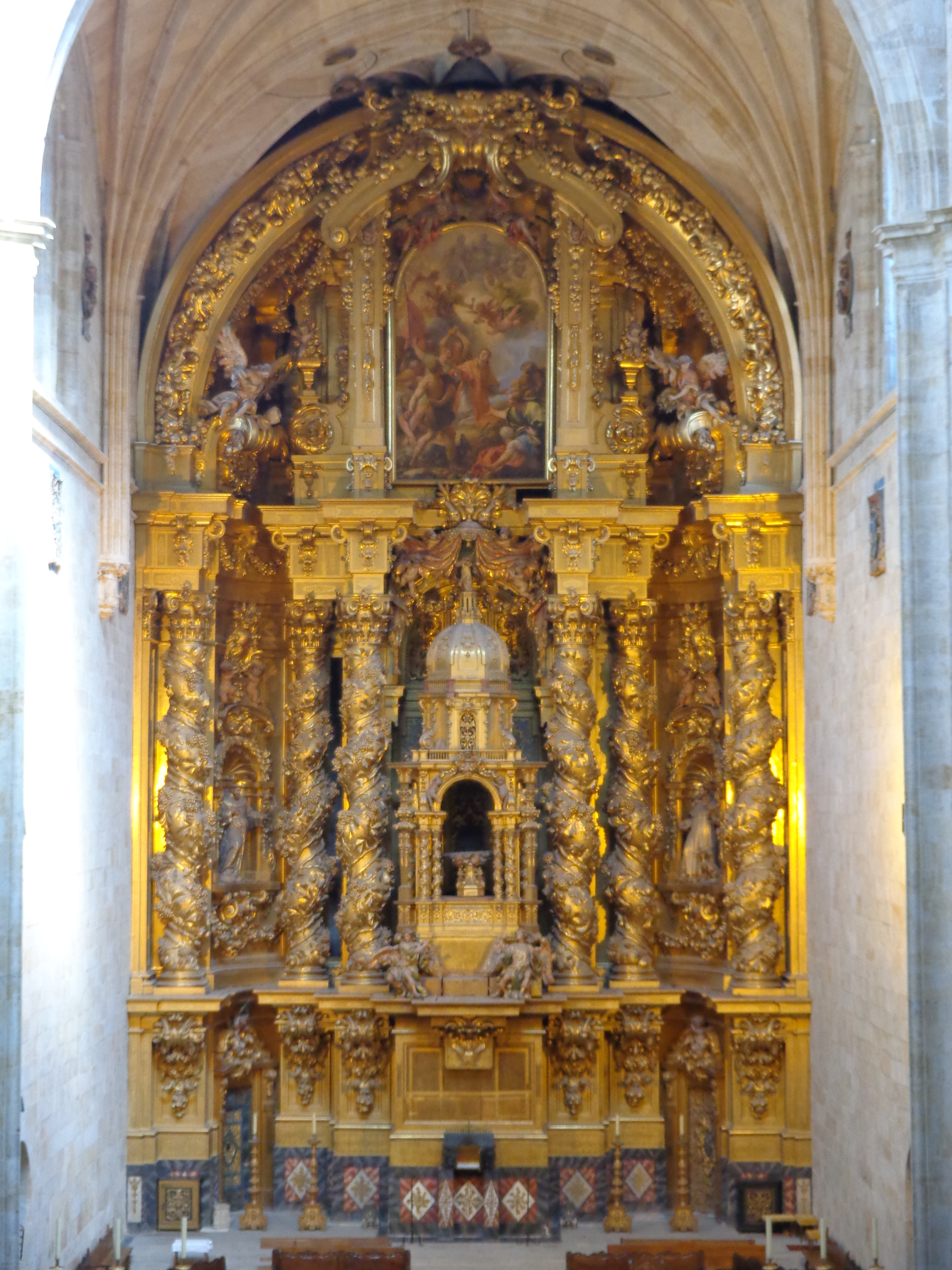
Altar-mor da Igreja de Santo Estêvão em Salamanca, uma das obras emblemáticas do churrigueresco, da autoria de José Benito Churriguera

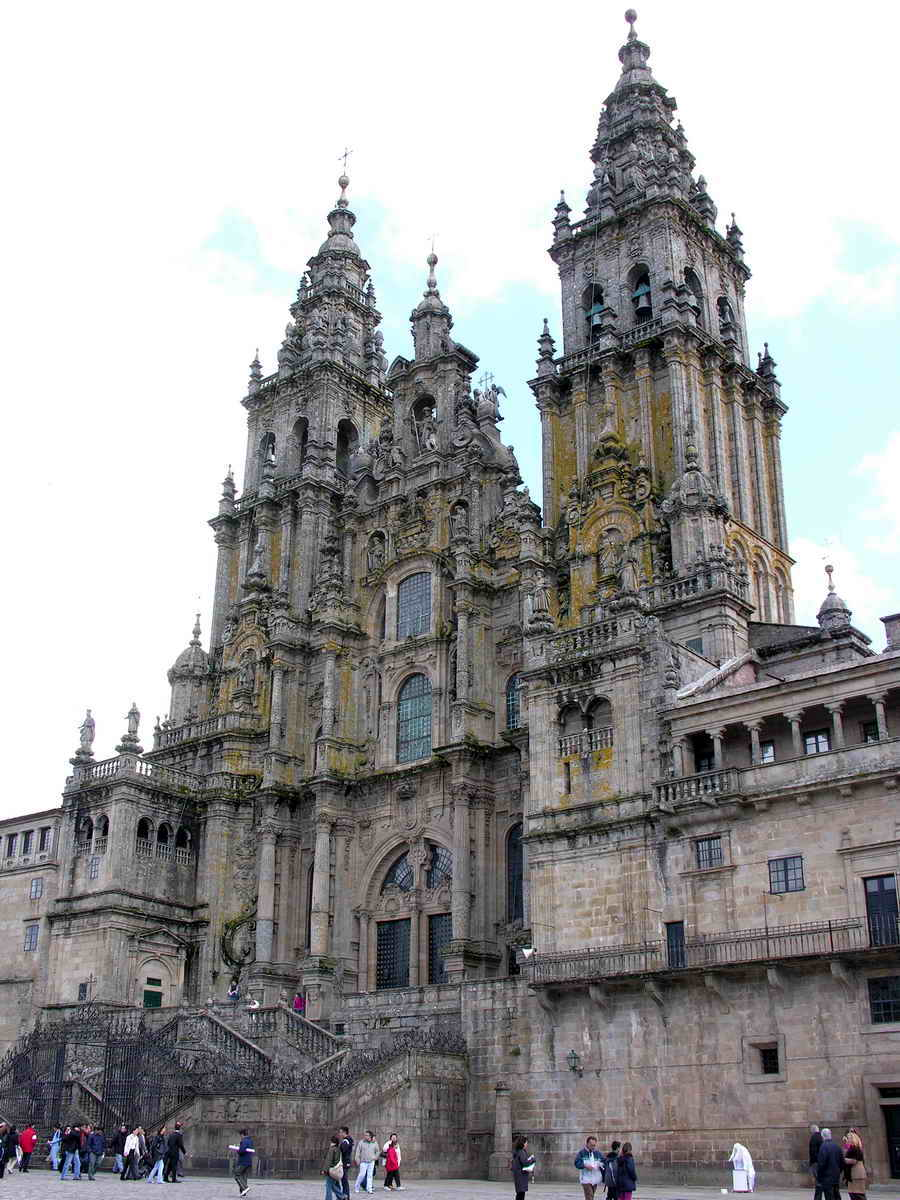
Catedral de Santiago de Compostela na Espanha. Fachada churrigueresca do Obradoiro

O churrigueresco (também conhecido como barroco mexicano) é um estilo extravagante de arquitetura e decoração, popular na Espanha e na América Latina no século XVIII, também usado algumas vezes para definir livremente, como um todo, o barroco e o rococó tardios na arquitetura espanhola.
Esta designação tem origem na família Churriguera, escultores de Salamanca, a quem se devem as principais contribuições para este estilo, notavelmente José Benito Churriguera, Manuel de Lara Churriguera e Nicolás Churriguera.
O desenvolvimento do estilo passou por três fases. Entre 1680 e 1720, a Churriguera popularizou a mistura de colunas salomónicas e ordem compósita de Guarino Guarini, conhecida como "ordem suprema". Entre 1720 e 1760, a coluna churrigueresca, ou estipite, em forma de cone invertido ou obelisco, estabeleceu-se como elemento central da decoração ornamental. Os anos de 1760 a 1780 testemunharam uma mudança gradual relevante, pondo de lado os movimentos distorcidos e a ornamentação excessiva e caminhando em direção ao equilíbrio e à sobriedade neoclássica.
Entre os destaques do estilo, os interiores da Cartuxa de Granada oferecem algumas das mais impressionantes combinações de espaço e luz na Europa do século XVIII. Integrando escultura e arquitetura de forma ainda mais radical, Narciso Tomé alcançou efeitos de claro-escuro impressionantes no seu El Transparente para a Catedral de Toledo. Talvez a forma mais visualmente inebriante do estilo tenha sido o Churrigueresco mexicano, praticado em meados do século XVIII por Lorenzo Rodriguez, cuja obra-prima é o Sagrario Metropolitano (1749–69) na Cidade do México, Nova Espanha.

## Califórnia Churrigueresca

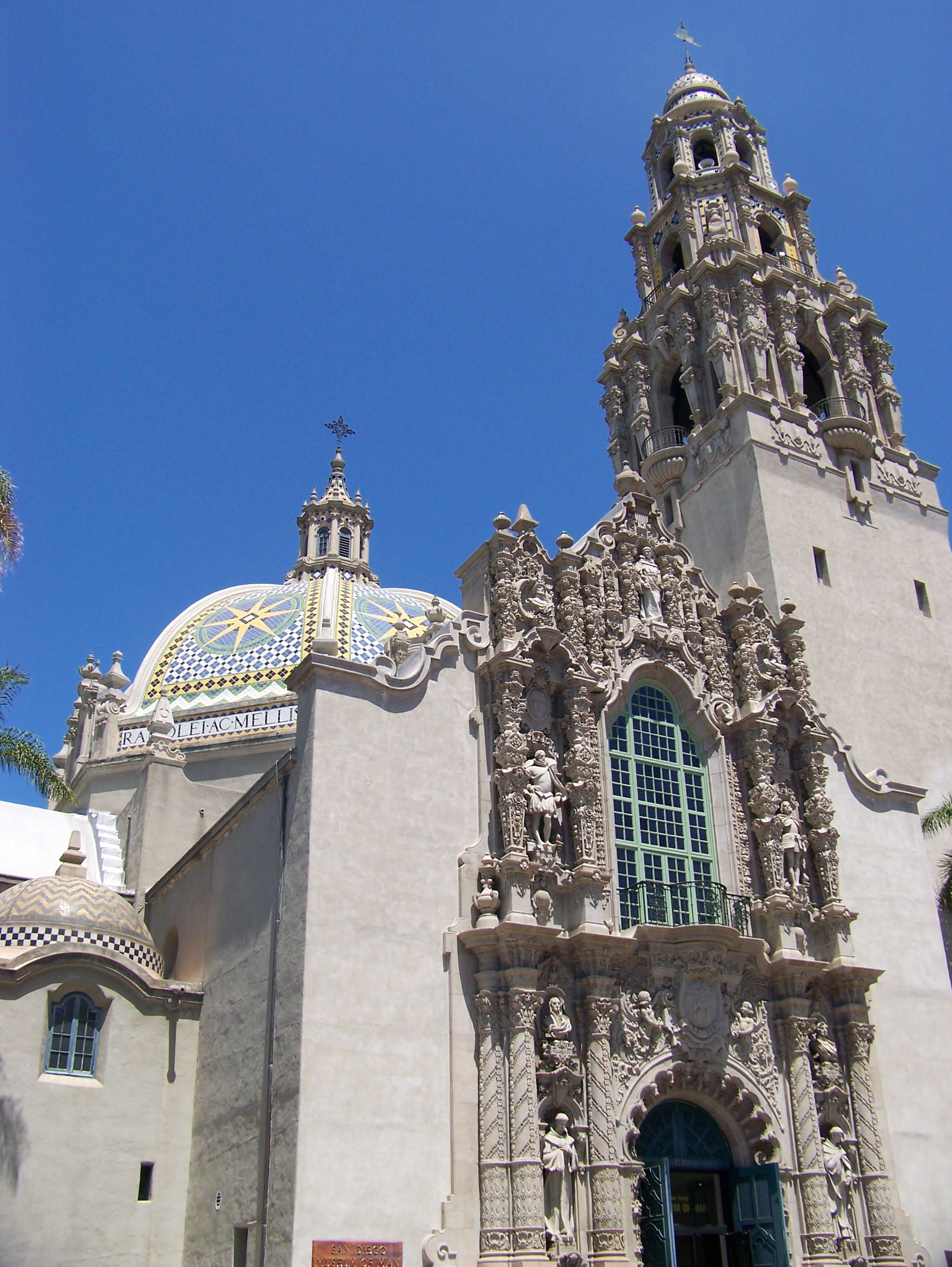
O Quadrilátero da Califórnia, no Balboa Park, San Diego, Califórnia. Renascimento churrigueresco, inspirado no churrigueresco colonial das Américas

Califórnia Churrigueresca é um estilo revivalista nativo da Califórnia, desenvolvido no início do século XX pelos arquitetos Bertram Goodhue e Carleton Winslow Sr. para a Exposição Panamá-Califórnia de 1915, que ajudou a popularizar o seu uso na arquitetura neocolonial hispano-americana na Califórnia e, em menor grau, no resto dos Estados Unidos. Goodhue e Winslow desenvolveram o estilo após estudarem a ornamentação churrigueresca e plateresca em edifícios coloniais espanhois no México.
Muitos dos melhores exemplos do estilo churrigeresco da Califórnia estão localizados no Balboa Park em San Diego, local da Exposição Panamá-Califórnia. Outros edifícios notáveis neste estilo incluem a Basílica da Missão Dolores de São Francisco e
Mission High School, a First Congregational Church of Riverside, a St. Igreja de São Vicente de Paulo e Teatro Million Dollar, bem como Câmara Municipal de Beverly Hills. O Golden Gate Theatre em East Los Angeles é outro exemplo.
O Hollywood Boulevard Commercial and Entertainment District contém várias propriedades contributivas com estilo churrigueresco no seu design, incluindo os teatros Avalon Hollywood, El Capitan e Warner; Hollywood Roosevelt Hotel; e o Baine, Cherokee, Herman, Hollywood Studio, Livraria Pickwick, Pig'n Whistle e Museu de Cera.